# ORF 1
ORF 1 (wcześniej FS1 i ORF eins) – pierwszy program austriackiego nadawcy publicznego ORF uruchomiony w 1955 roku, jako pierwsza stacja telewizyjna w Austrii.

## Charakterystyka
Jest to jeden z czterech publicznych kanałów telewizji publicznej w Austrii. ORF 1 emituje seriale, filmy i programy dla dzieci, podczas gdy ORF 2 nadaje programy kulturowe i informacyjne. W programie ORF 1 znajdują się także programy sportowe mimo startu odrębnego sportowego kanału – ORF Sport +. Formuła ORF 1 jednak odbiega od telewizji czysto publicznej ze względu na dużą konkurencję na rynku telewizji niemieckojęzycznych, zatem programy nadawane przez stację są kierowane dla szerokiego pasma odbiorców.